# Fairview (Comtat de Kenton)
Fairview és una ciutat del Comtat de Kenton a l'estat de Kentucky dels Estats Units d'Amèrica.

## Demografia
Segons el cens dels Estats Units del 2000 Fairview tenia 156 habitants, 60 habitatges, i 48 famílies. La densitat de població era de 82,5 habitants/km².
Dels 60 habitatges en un 30% hi vivien nens de menys de 18 anys, en un 65% hi vivien parelles casades, en un 8,3% dones solteres, i en un 20% no eren unitats familiars. En el 15% dels habitatges hi vivien persones soles el 8,3% de les quals corresponia a persones de 65 anys o més que vivien soles. El nombre mitjà de persones vivint en cada habitatge era de 2,6 i el nombre mitjà de persones que vivien en cada família era de 2,92.
Per edats la població es repartia de la següent manera: un 17,9% tenia menys de 18 anys, un 6,4% entre 18 i 24, un 32,1% entre 25 i 44, un 26,9% de 45 a 60 i un 16,7% 65 anys o més.
L'edat mediana era de 41 anys. Per cada 100 dones de 18 o més anys hi havia 113,3 homes.
La renda mediana per habitatge era de 55.417 $ i la renda mediana per família de 55.417 $. Els homes tenien una renda mediana de 32.917 $ mentre que les dones 32.917 $. La renda per capita de la població era de 20.737 $. Cap de les famílies estaven per davall del llindar de pobresa.

## Poblacions properes
El següent diagrama mostra les poblacions més properes.